# Pilule Pink

Publicité de Leonetto Cappiello.

Les pilules Pink « pilules roses pour personnes pâles » sont une préparation médicamenteuse sous forme de comprimés à avaler, qui fut vendue  de la fin du xixe siècle jusque dans la première moitié du xxe siècle. À base de proto-oxalate de fer, qui leur conférait leur couleur caractéristique, elles étaient destinées à combattre l'anémie et la fatigue, et connurent rapidement un succès commercial international.

## Histoire
Les « Pilules Pink pour Personnes Pâles » (en anglais : Pink Pills for Pale People) ont été brevetées par le docteur William Frederick Jackson, médecin de Brockville, Canada, en 1886. 
Toutefois leur histoire commerciale commence avec Georges Taylor Fulford (1852–1905). Ce dernier a fait des études de commerce, il siège au Conseil Municipal et son frère, William, est pharmacien. En 1887, il décide de se lancer dans la fabrication et la distribution de produits pharmaceutiques, un secteur alors en plein essor. C'est ainsi qu'il fonde dans sa ville "G. T. Fulford and Company", et fabrique des médicaments brevetés, profitant de la législation canadienne, ménageant déjà avantageusement les marges sur les produits de ce type. C'est en 1890 qu’il découvre la pilule mise au point par Jackson. Il achète les droits pour 100 $  et fonde une filiale, la "Dr Williams Medicine Company", qui fabrique et distribue les comprimés avec, dans tous les médias, de l'époque, un marketing de propagande extrêmement efficace. Présentés comme un remède à toutes les formes de fatigue, ces comprimés connaissent des records, tant sur le plan commercial que publicitaire, avec le slogan « pilules roses pour personnes pâles ». 
Elles furent en vente sur le marché français à partir de 1893 jusqu’après la Seconde Guerre mondiale.

## Divers
La couverture du premier volume de Fantomas est inspirée d'une publicité pour les pilules Pink.
La philosophe Simone Weil a critiqué Bergson en ces termes : « Dans Bergson la foi apparaît comme une pilule Pink de l'espèce supérieure, qui communique un degré prodigieux de vitalité. »
À la même époque, Brockville était le siège d’un autre fabricant de produits pharmaceutiques, celui de William Henry Comstock, originaire de l’État de New York, USA, dont le produit le plus connu était la « pilule du Dr Morse » à l’anis sauvage.